# برج إيفل

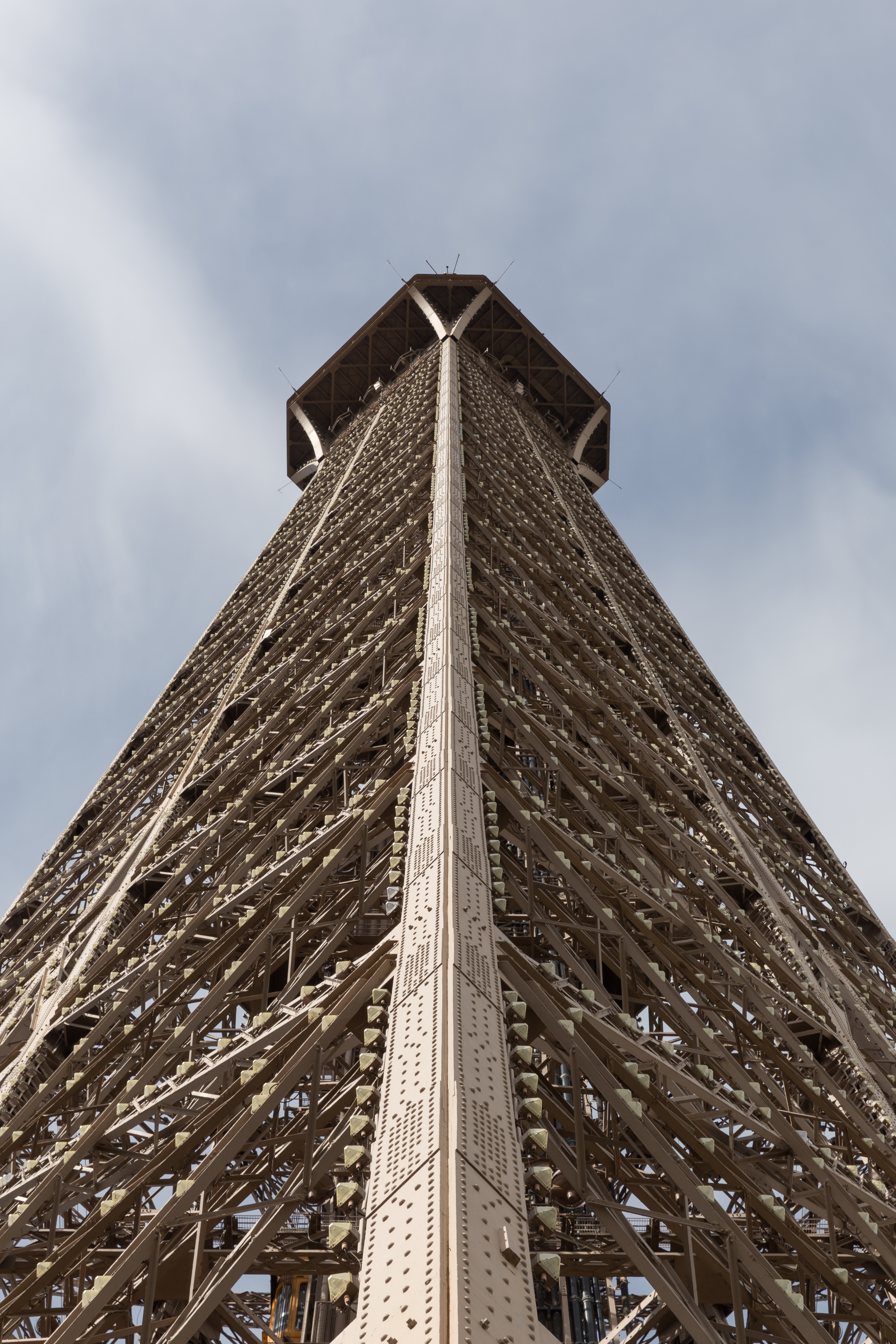

برج إيفل  الواقع في فرنسا هو برج حديدي يبلغ ارتفاعه 330 مترا، يوجد في باريس، في أقصى الشمال الغربي لحديقة شامب-دي-مارس، بالقرب من نهر السين، أنشئ من طرف غوستاف إيفل ومعاونيه بمناسبة المعرض الدولي لباريس، وبدأ بناؤه في 28 يناير 1887، واكتمل في عامين وشهرين و 5 أيام (1887- 1889)، وافتتح للجماهير في 15 مايو 1889. وسمي برج 300 متر في الافتتاح، أصبح هذا المنشأ رمز العاصمة القرنزيه والرمز السياحي الأول فيها، ويمثل تاسع موقع فرنسي الأكثر زيارة في 2006، وهو أيضاً أول معلم من حيث عدد الزوار حيث يبلغ عدد زواره 7 ملايين زائر سنويًا. بارتفاعه الذي يبلغ 313,2 متر، بقي برج إيفل لمدة 41 سنة المعلم الأكثر ارتفاعاً في العالم. تمت زيادة ارتفاعه عدة مرات بتثبيت العديد من الهوائيات، ليبلغ ارتفاعه 327 متر منذ 8 مارس 2011. استعمل في الماضي في العديد من التجارب العلمية، ويستعمل اليوم في بث برامج الراديو والتلفاز.

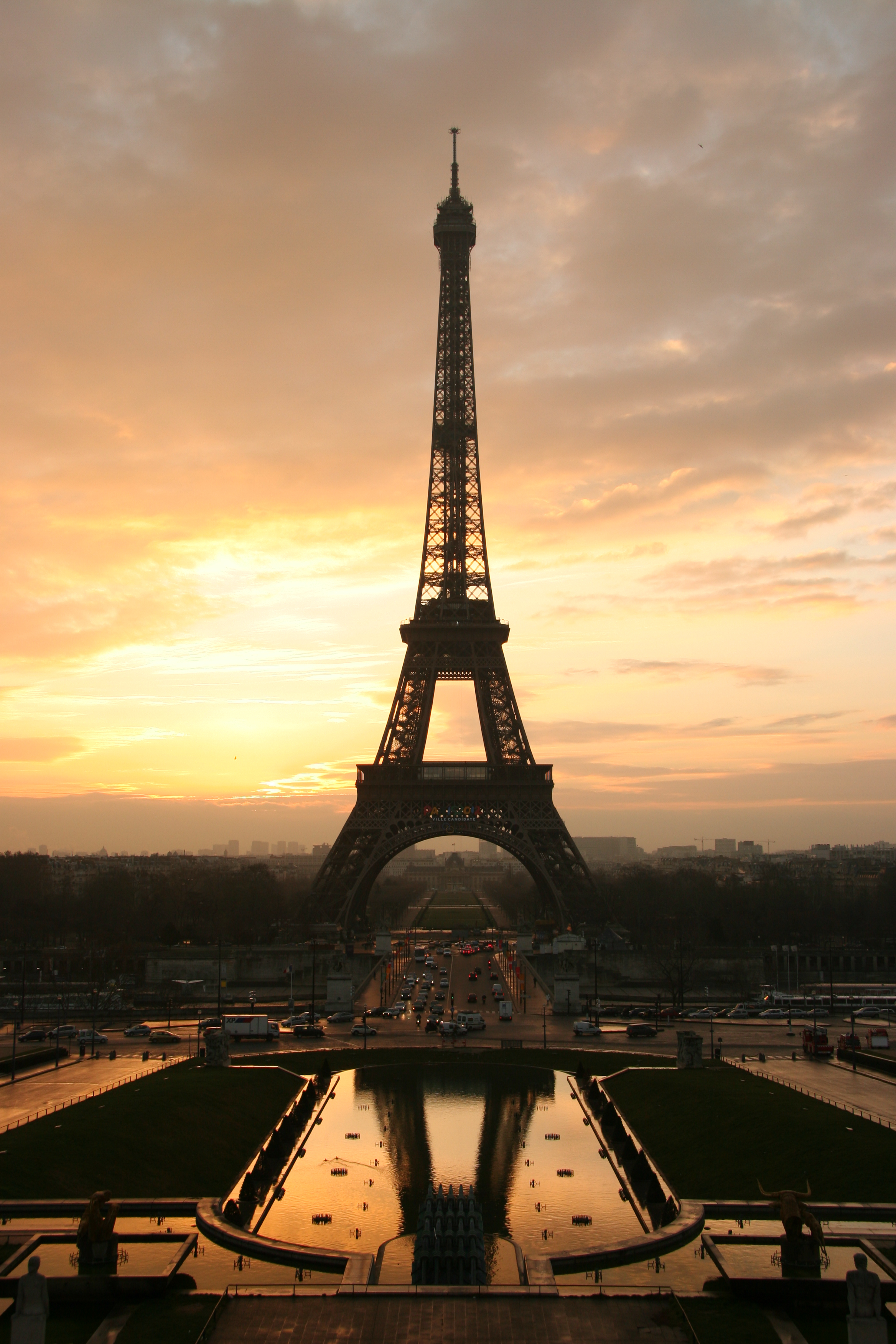
برج إيفل في ساعة الغروب

## تقديم عام

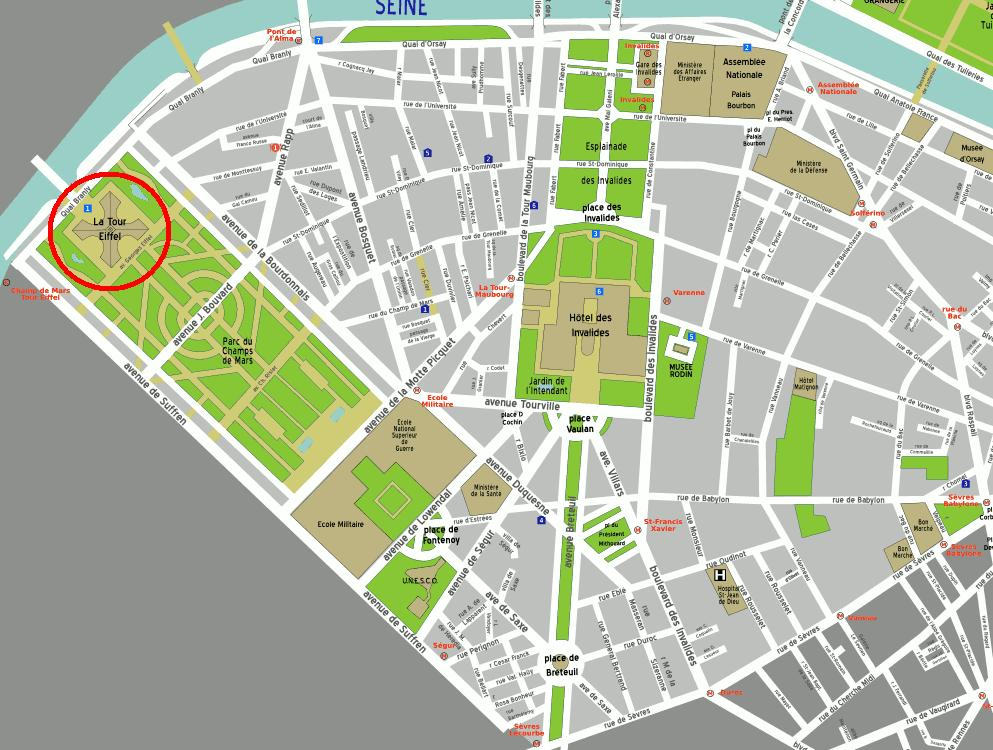
خريطة الدائرة السابعة لباريس أين يوجد برج إيفل وساحة مارس.

رغم المعارضة التي لقاها من البداية، أصبح برج إيفل رمزا لمدينة باريس وشعارا لها حيث أظهر القدرة التقنية الفرنسية. عرض البرج بمناسبة المعرض العالمي لسنة 1889 فانبهر به الجمهور، وقد استقطب ما يزيد عن 236 مليون زائر منذ افتتاحه.
البرج تخيله موريس كشلن وأيميل نوقويي، وهما على التوالي رئيس مكتب الدراسات ورئيس مكتب طرائق إيفل وشركاؤه. أنشأ برج إيفل ليكون جديد معرض باريس 1889 والذي وافق الذكرى المئوية لاندلاع الثورة الفرنسية. تم الانتهاء من المخطط الأول للبرج في جوان/يونيو 1884 وحسنه ستيفان سوف ستري رئيس المهندسين المعماريين للمشروع وأعطاه أكثر أناقة.
في 1 مايو 1886، وقع وزير التجارة والصناعة إدوارد لوكراي (Édouard Lockroy)، المتحمس للمشروع، أمرا بفتح مناقصة في إطار المعرض السنوي لـ 1889. فاز بالمناقصة غوستاف إيفل وتم العقد في 8 يناير 1887 وحددت مدة إنجاز البناء. من بين مصادر الإلهام لمشروع البرج، يجب أن يذكر معرض فيتوريو إيمانوال 2 في وسط ميلانو لهندسته المعدنية.
أنشأ البرج في مدة عام و 6 أشهر وخمسة أيام، من سنة 1887 إلى 1889، بأيدي 250 عامل، وافتتح رسمياً في 31 مارس 1889. بسرعة تآكلت واجهته، فلم يعرف برج إيفل النجاح الحقيقي انطلاقاً من سنوات 1960، مع بداية السياحة العالمية. البرج مفتوح في كل أيام السنة ويستقبل الآن أكثر من ستة ملايين زائر سنوياً.
بارتفاعه الذي بلغ 300 متر سمح للبرج أن يحمل لقب أطول مبنى في العالم إلى غاية سنة 1930 تاريخ بناء مبنى كرايسلر Chrysler في نيويورك. أنشأ برج إيفل في ساحة مارس Champ-de-Mars بالقرب من نهر السين في الدائرة السابعة في باريس، حالياً، تدير البرج شركة (Société d'exploitation de la tour Eiffel : SETE). الموقع يوظف 500 شخص (250 موظفون لـ SETE و 250 موظف في لهيئات أخرى).
سجّل برج إيفل ضمن النصب التاريخية منذ 24 يونيو 1964 وسجّل كذلك ضمن التراث العالمي في منظمة اليونسكو منذ 1991، جنباً إلى جنب مع غيره من معالم باريس.

## التصميم والإنشاء
بدأت أعمال الإنشاء في 26 يناير 1887، واستمرت لمدة 26 شهراً بمشاركة ما يقرب من 50 مهندساً و 300 عامل؛ حيث تم في الخمسة أشهر الأولى بناء الأساسات بينما استغرق بناء البرج الواحد وعشرين شهراً التالية، لتنتهي جميع الأعمال في 31 مارس 1889. وقد افتتح البرج رسمياً في 6 مايو 1889.
تعتبر الفترة التي تم فيها البناء 1887-1889 قياسية، وذلك بالنظر إلى الأدوات المتاحة في ذلك العصر ومقارنتها مع مدى الدقة والضخامة التي تميز بها هذا البناء.
يتكون البرج من 18,038 قطعة حديد و 2.5 مليون مسمار ويزن إجمالياً 10 آلاف طنا، حيث يرتكز على أربعة أعمدة مكونة فيما بينها قاعدة أبعادها 125*125 متراً أي بمساحة 15,625 متر مربع (م2)

## المعطيات التقنية
الجدول التالي يوضح المعطيات الأساسية لبرج إيفل.

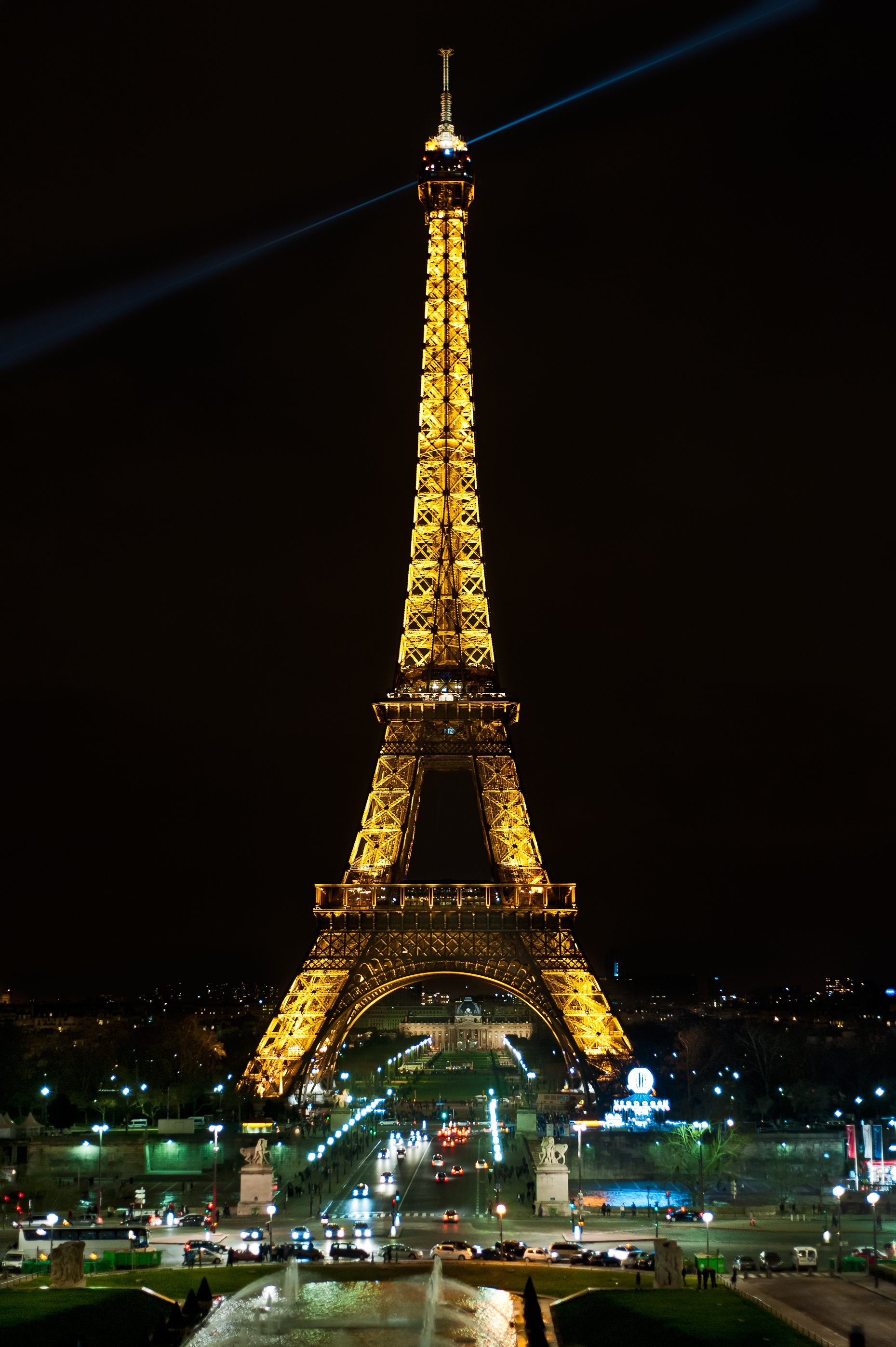
برج إيفل بباريس ليلا

## وصف البرج طابق بطابق
تصف المعلومات أدناه البيانات التقنية الرئيسية في كل مرحلة، وعوامل الجذب الرئيسية المتاحة للزوار.

### الأساس
يشغل البرج مساحة مربع طول ضلعه 125 متر، حسب بنود عقد 1886. ويبلغ ارتفاعه مع 116 هوائي 324 متر. يقع البرج في مستوى 33.5 متر فوق سطح البحر.

#### أسس الدعامة

##### المعطيات التقنية
الركيزتين الموجودتين في جهة المدرسة العسكرية تعتمد على طبقة من مترين من الخرسانة، والتي بدورها ترتكز على سرير من الحصى بما مجموعه 7 أمتار من الحفر. الركيزتين الموجودتين باتجاه نهر السين تقعان تحت مستوى النهر. يعمل العمال في صناديق معدنية كبيرة محكمة السد تم ضغط الهواء بها.
16 كتلة من كتل الأساس تدعم 16 عارضة خشبية منحنية بـ 54 درجة على الأرض، والتي تشكل حواف الدعائم الأربع. مسامير ضخمة طولها 7.80 متر تثبت مكبح من حديد مذاب، الذي يتضمن مضاد الكبح من فولاذ مقولب. حيث يعمل على دعم العارضات الخشبية. خلال البناء، وضعت رافعات هيدروليكية بين المكبح ومضاد الكبح حيث سمحت بإحداث انزلاق ببعض السنتيمترات لأحدهما على الآخر، وربما لتصحيح السندات الحديدية التي تنظم فسحتها. هذا الجهاز، أُضيف إلى صندوق الرمال للعمود المربع المؤقت الذي يدعم الجزء العلوي للعارضات الخشبية مدة العمل، يسمح لرئيس عمال الرفع لتحقيق التعديلات الأساسية، وخصوصاً عند الربط بين الدعائم الأربعة مع العارضة الأفقية للطابق الأول.
تبعاً لحسابات المهندسين، فإن الضغط على المسند الحجري الأعلى للدعامة الذي بحجم شاتو لندن، موضوع مباشرة تحت المكابح يساوي 18.70 كلغ/سم2، مع الأخذ بعين الاعتبار في آن واحد وزن البرج والرياح. الضغط المطبق على الأسس الاسمنتية على الأرض، المتكونة من الرمال والحصى، لا يتعدى 4.5 إلى 5.3 كلغ/سم2 تبعاً للأعمدة.

##### قواعد البناء
ساحة مارس موجهة من الجنوب الشرقي نحو الشمال الغربي، كل ركيزة من الركائز الأربعة موجهة نحو اتجاه من الاتجاهات الأصلية الأربعة. أسس الركائز الأربعة محمية في قواعد بناء مربعة ب 25 متر في كل جانب و 4 متر ارتفاع، وهي مكونة من هيكل حديدي ومن حجارة صناعية ومبنية من الاسمنت المسلح. وتم الإنجاز من 28 سبتمبر 1888 إلى 4 جانفي 1889.
في أيامنا هذه، صندوق شراء التذاكر يشغل الركائز الشمالية والغربية، المصاعد الكهربائية متوفرة انطلاقاً من الركائز الشرقية والغربية. السلالم (مفتوحة للجمهور إلى غاية الطابق الثاني، وتحتوي في العموم على [[1 665 سوق إلى غاية القمة) متوفرة قرب الركيزة الشرقية. وأخيراً، الركيزة الجنوبية تحتوي على سلالم خاصة، محجوزة للشخصيات وزبائن مطعم الذواقة جول فيرن، الموجود في الطابق الثاني.

#### الأقواس
ممدودة بين كل عمود من الأعمدة الأربعة، ترتفع الأعمدة 39 متر فوق سطح الأرض بقطر يساوي 74 متر. بالرغم من أنه غني بالزخرفة على المخططات الأولية [[لهيري بيلود Harry Bellod، وهي أقل زخرفة في يومنا هذا. وهدفها هو مجرد تزييني.

#### بناء البرج
أولاً، توقع غوستاف إيفل (المهندس السابق والأستاذ في هندسة الحديد) أن تكون مدة الإنجاز حوالي 12 شهراً؛ لكن في الواقع كان عليه الانتظار ضعف هذه المدة. مرحلة البناء التي بدأت في 28 كانون الثاني، انتهت أخيراً في آذار 1889، قبل افتتاح المعرض العالمي.
في ورشة العمل، لم يتجاوز عدد العمال 250 عامل أبداً. لأن جزء كبير من العمل أنجز خارج الورشة، في مصانع شركة إيفل بليفالوا بيري. أيضاً، من بين 2500000 برشام (rivets) يحويها البرج، فقط 1050846 تمت صناعتها في الورشة، وهذا ما يوافق 42٪ من الكل. معظم العناصر جُمعت في مصنع ليفالو بيري، في الأرض، بواسطة قطعة من 5 أمتار، مربوطة ببراغي مؤقتة، وبعدها استبدلت نهائياً ببرشامات خاضعة لحرارة مرتفعة.
صناعة القطع وتجميعها لم تكن ضربة حظ. لقد أجرى 50 مهندساً لمدة عامين 5300 رسماً سواءً للكل أو لكل جزء، وكل قطعة من القطع 18038 الحديدية لها تصميمها الوصفي.
في الورشة، وفي أول الوقت، استهل العمال البناء بتشييد أسس ضخمة من الخرسانة والتي ترتكز على الدعائم الأربعة للصرح. هذا ما سمح بتقليل ضغطها على الأرض، حيث أن الضغط لا يمارس سوى قوة دفع صغيرة تقدر ب 4، 5 kg/cm2 على مستوى قواعده.
رفع الجزء المعدني بدأ بالضبط في 1 كانون الثاني 1887. الرجال المكلفون برفع هذا الجزء (Meccano) الضخم سموا بالجنود (voltigeurs). وكان يديرهم جون كوم بانون. إلى غاية 30 متر ارتفاع، كانت عملية رفع القطع تتم بمساعدة رافعات وتدية مثبتة في طريق المصعد الكهربائي. بين 30 و 45 متر ارتفاع، نُصبت نصب صقالة (échafaudages) من الخشب. ما إن اُجتيزت 45 مترً ارتفاع، كان من اللازم بناء نصب صقالة جديدة، مكيفة مع جسور 70 طن التي استعملت في بناء الطابق الأول. حُققت هذه الوصلة دون أي عائق يذكر في 7 كانون الأول 1887 وأصبح استعمال نصب الصقالة المؤقتة غير مجدي، حيث استبدلت أول الأمر بأول سطح (57 متر)، ثم، انطلاقاً من أوت 1888، استبدلت بالسطح الثاني (115 متر).

##### الطابق الأول
يقع على ارتفاع 57 متر من سطح الأرض، بمساحة قدرها حوالي 4200 متر مربع، يستطيع تحمل وجود حوالي 3000 شخص في آن واحد.
مقصورة دائرية الشكل تحيط بالطابق الأول تسمح برؤية باريس بمجال 360°. تتخلل المعرض عدة جداول توجيه وتليسكوبات لمراقبة مشاهدة من باريس. في الوجه الخارجي كُتبت بحروف من ذهب أسماء اثنين وسبعين شخصية علمية في القرنين 18 و 19 (فرنسيين عاشوا بين 1789 و 1889).
ويضم الطابق الأول من برج ايفل مطعم 58 الذي يمتد على مستويين. وهذا يوفر من ناحية، منظر جميل بانورامي لباريس ومن وجهة نظر أخرى منظر داخل البرج.
نستطيع رؤية بعض الآثار المرتبطة بتاريخ برج إيفل، خصوصاً قطعة من السلالم الحلزونية التي تصعد، في الأصل، إلى غاية القمة. كانت عملية تفكيك هذا السلم في 1986، عند مرحلة مهمة من مراحل تحديث البرج. بعدها قسم إلى 22 قطعة منها 21 قطعة بيعت في المزاد العلني، واشترى معظمها بعض الأمريكيين هاوي تجميع الآثار.
وأخيراً، ملاحظة حركة قمة البرج تسمح برسم تذبذب البرج تحت تأثير الرياح والتمدد الحراري. غوستاف إيفل Gustave Eiffel افترض إمكانية احتمال البرج مدى اهتزاز يصل 70 سنتيمتر، وهذا ما لم يكن في الواقع، لأنه في الحقيقة في صميم [[صيف 1976، مدى الاهتزاز كان من 18 سنتيمتر إلى 13 سنتيمتر عندما هبت زوبعة كانون الأول 1999 (بلغت سرعة الرياح 240 km /h). لقد استدرك بيتر وسيمون Simon Pierrat et Pierre Affaticati مشكل المدى في 1982 حيث أدمجا بعض المواد مركبة من إطارات متصلة.. ميزة خاصة للبرج هو أنه «يتهرب من الشمس». في الواقع الحرارة (وبالتالي توسيع الصلب) هو أكثر في الجانب المشمس، والقمة تنزاح قليلاً إلى العكس.

##### الطابق الثاني
يوجد على بعد 115 متر من الأرض، بمساحة تقدر حوالي 1650 متر مربع، يمكنه تحمل حوالي 1600 شخص في آن واحد.
في هذا الطابق تكون الرؤيا ذات جودة عالية، ويكون أمثل ارتفاع مقارنة مع المباني أدناه (في الطابق الثالث تكون أقل رؤية) وبالمنظور العام (بالضرورة أكثر محدودية في الطابق الأول). عندما بكون الطقس صافياً يمكن أن تصل حدود الرؤية إلى 55 كيلومتر جنوباً، 60 إلى الشمال، 65 إلى الشرق و 70 إلى الغرب.
مطعم لو جون فيرن هو مطعم الذواقة الشهير بسعة 95 مقعدا، ومنح نجمة من طرف الشهير غيد ميشلان guide Michelin، ل 20/16 وثلاث قلنسوات في غولت غولت ميلو. وقد أدار المطعم فريق ألين دوكاس le groupe d'Alain Ducasse وأعيد فتح أبوابه في نهاية ديسمبر 2007 بعد 120 يوم من الأعمال، بتنسيق من طرف باتريك جوين Patrick Jouin. رئيسه، [[باسكال ثيرود، ويساعده بشكل تداومي ثلاثون طاهياً وخادم (كلياً يوجد 90 شخصاً موظفاً)، سبعة أيام على سبعة. مصعد كهربائي «خاص» (يستعمله أيضاً مصلحو البرج)، يؤدي الرصيف الجنوبي مباشرة إلى منصة بمساحة 500 متر مربع، و 123 متر ارتفاع بالتحديد. للزبائن الآتين من بعيد، حجزت لهم أغطية من قبل ولمدة طويلة، لمدة شهر للنهار وثلاثة أشهر لليل.

##### الطابق الثالث
يقع على ارتفاع 275 متر من مستوى الأرض، بمساحة تقدر ب 350 متر مربع، يستطيع تحمل وجود 400 شخص في نفس الوقت.
الدخول متوفر فقط عن طريق مصعد كهربائي (السلالم غير مسموحة للجمهور انطلاقاً من الطابق الثاني) ويطل على فضاء مغلق تتخلله بعض لوحات توجيه. بالصعود أكثر، يصل الزائر إلى منصة خارجية، تسمى أحياناً- خطأ- الطابق الرابع.
يمكن في هذا الطابق ملاحظة إعادة بناء تماثيل شمعية تظهر غوستاف إيفل Gustave Eiffel يستقبل توماس إديسون Thomas Edison والذي يعزز فكرة أن غوستاف إيفل استخدم هذا المكان كمكتب. أما الحقيقة التاريخية فمختلفة. في الواقع، هذا المكان كان مشغولاً من قبل مختبر الرصد الجوي، قبل أن يجري غوستاف فيريي Gustave Ferrié في الأعوام 1910 تجاربه حول التلغراف اللاسلكي télégraphie sans fil (TSF).
في الجزء العلوي من البرج، ثبت عمود للبث التلفزيوني عام 1957، ثم استكمل في 1959 ليغطي ما يقارب 10 ملايين منزل بالبرامج الإذاعية. في 17 يناير 2005، تم الانتهاء من الإنجاز، مع جهاز الإرسال التلفزيوني الرقمي الأرضي الفرنسي الأول TNT français، ليصل العدد إلى 116 هوائي للبث التلفزيوني والبث الإذاعي. إضافة 116 هوائي الأمر الذي أدى إلى زيادة ارتفاع البرج من 324 متر إلى 325 متر و327 متر في 8 مارس 2011.

### الصعود إلى القمة
يوجد في البرج سلالم تحتوي على 1,665 درجة، وإن كان مسموحاً للعامة فقط باستخدامها حتى الدور الثاني. وعلى ذلك، فبلوغ القمة يتم عن طريق استخدام أحد المصاعد الموجودة في هذا الدور. يقوم هاذان المصعدان بحوالي 100 رحلة يومياً من وإلى القمة؛ أي بمعدل رحلة كل 8 دقائق تقريباً.

#### الارتفاع
بلغ ارتفاع البرج وقت الإنشاء 300 مترا (984 قدما)، ثم أضيف إليه في نفس العام الراية، فوصل ارتفاعه إلى 312 مترا (1024 قدما)، لكن بعد إضافة الهوائي الخاص بالبث على قمته، أصبح ارتفاع البرج الكلي 324 مترا (1063 قدما)، هو يعتبر من أطول الأبراج في العالم.

#### مستويات البرج
- الدور الأول: 57.63 متراً (189 قدما)
- الدور الثاني: 115.75 متراً (380 قدما)
- الدور الثالث: 276.13 متراً (905,94 قدما)
- الارتفاع الكلي (بالهوائي): 324 متراً (1062 قدما)

## استخدامات البرج
نظراً لمتانة وارتفاع البرج فقد فتح ذلك الباب أمام الكثير من الاستخدامات لإمكانيات هذا البرج. وقد تنوعت هذه الاستخدامات في ما يلي.

### البث
في بداية عام 1906 م شهد المحاولات الأولى لاستخدامه في البث الإذاعي، على أنه دخل الخدمة فعلياً في عام 1920 م.
كذلك شهد البرج المحاولات الأولى لاستخدامه في البث التليفزيوني من 1921 إلى 1935 م، ولكن هذه الخدمة بدأت فعليا منذ 1957 م.

### معمل تجارب
ومنذ أن تم الانتهاء من هذا البناء، أصبح قبلة العديد من العلماء والمهندسين والباحثين ليستخدموه في إجراء التجارب المختلفة، سواء كانت متعلقة بالطقس أو سقوط الأجسام الحرة أو الرصد وغيرها من الاستخدامات. وفي عام 1909 م تم بناء نفق هواء من أجل القيام ببعض الأبحاث العلمية.

### المطاعم
يوجد في البرج مطعمان يوفران خدماتهما للزوار ويتيحان رؤية بانورامية لمدينة باريس وهما:
- الدور الأول: مطعم "Altitude 95"
- الدور الثاني: مطعم "Le Jules Verne" (وله مصعد خاص به في الركن الجنوبي من البرج)

### الإضاءة
منذ البداية، وضع غوستاف إيفل في حسبانه أن يتم استخدام الإضاءة الصناعية لإنارة البرج، حيث تم تركيب أول نظام إضاءة بمناسبة المعرض الدولي في عام 1899 م. وقد مرَّ البرج بجميع أنواع الإضاءات طوال تاريخه بدء من الغاز وحتى الكهرباء. في عام 2000 م واحتفالا بالألفية الجديدة، تم تركيب نظام متكامل من الإضاءة يحتوي على:
- 20,000 لمبة إضاءة (بواقع 5,000 في كل جانب).
- 40 كم من الأقطاب الكهربائية.
- 40,000 وصلة كهربائية و 80,000 أجزاء معدنية أخرى (تزن حوالي 60 طن).
- 230 لوحات وصناديق كهربائية.
- 10,000 م2 من شبكات الأمان الكهربائية.
- 120 كيلو وات من الطاقة.

## الجمهورية الثالثة وتطور التقنيات

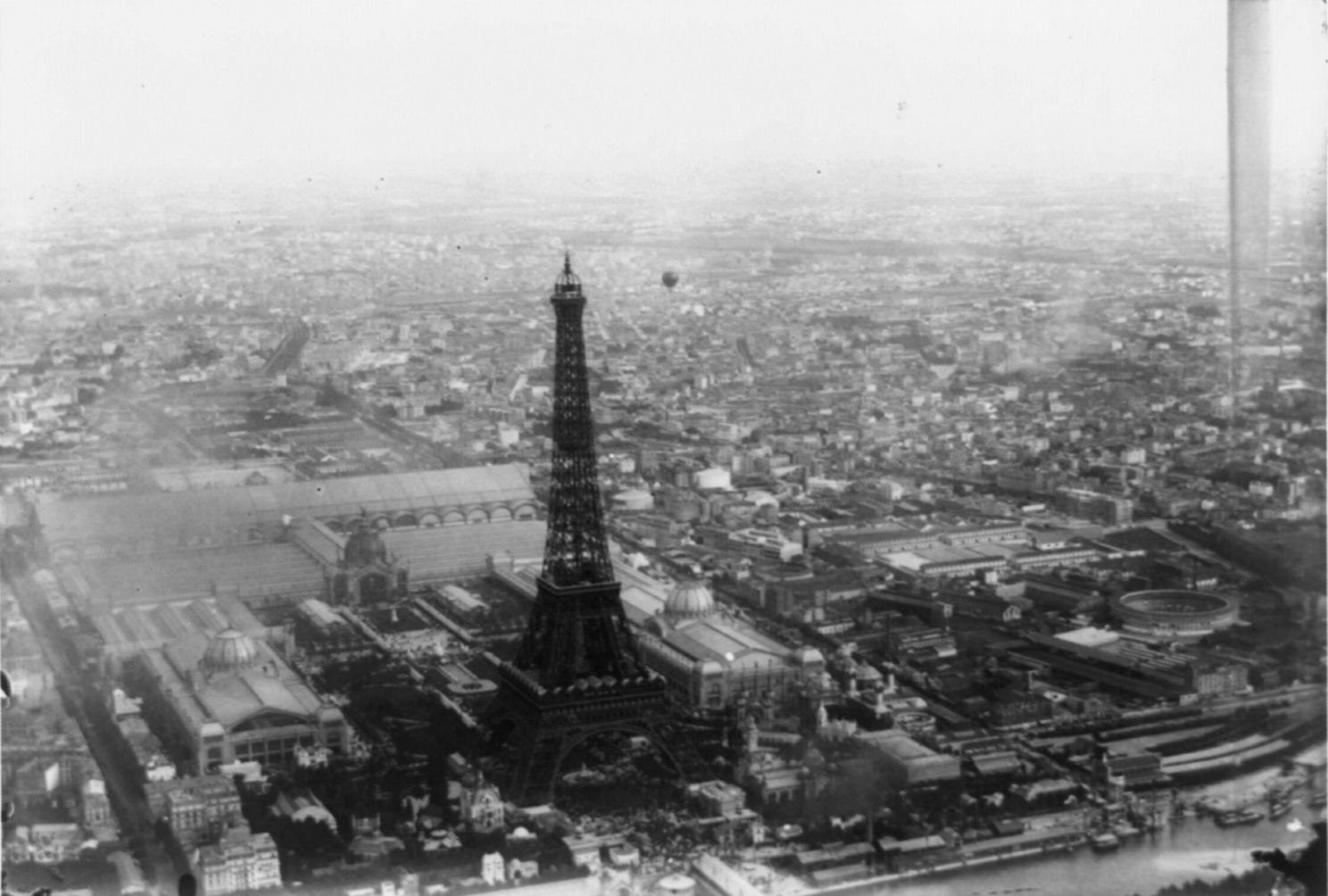
نظرة فوقية لـ l'معرض دولي لباريس سنة 1889 في المناسبة التي شيد لها برج إيفل.

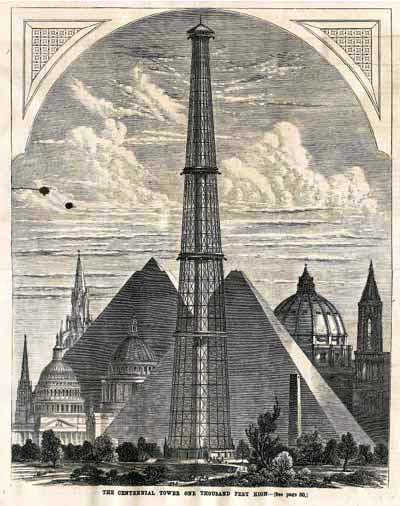
برج سونتونار (أول مشروع مذهل لبرج (≈)، صممه سنة1874 المهندسان الأمريكيان Clark وReeves من أجل l'معرض دولي سنة 1876 في فيلديلفيا.

ابتكر في 1884، وأنجز بين 1887 و 1889 وافتتح بمناسبة المعرض العالمي في 1889 في باريس، يرمز برج إيفل في يومنا هذا، في العالم كله، إلى فرنسا.
ومع ذلك، فهذا لا يكون دائماً، برج إيفل هو جزء من واجهة اقتصاد البلد.
انطلاقاً من 1875، نشأت الجمهورية الثالثة، التي تميزت بعدم الاستقرار على الدوام، وصعوبة التحكم في الوضع.
في الحكومة، كان نجاح الفرق السياسية بوتيرة سريعة. حسب ليون غامبيتا (بالإنجليزية: Léon Gambetta)، كانت الحكومة متكونة غالباً من وزراء «انتهازيين»، لكن العمل المشروع أرسى مبادئ لا تزال صالحة إلى اليوم: التعليم الإلزامي، العلمانية، حرية الصحافة، وما إلى ذلك.
لكن المجتمع في العصر القديم كان يحمل الكثير من الحذر تجاه التطور التكنولوجي عنه في التطور الاجتماعي. ومن خلال المنفعة التي قدمها العلم نشأ ما يسمى ب المعارض الدولية. لكن انطلاقاً من المعرض الأول (Great Exhibition of the Works of Industry of All Nations, Londres, 1851)، اكتشف الحكام سريعاً بأن وراء الرهان التكنولوجي جانب سياسي، والذي لم بتم استغلاله لسوء الحظ. بإظهارهم لمهارتهم الصناعية، أدلت الدولة المستضيفة للمعرض في نفس الوقت علو كعبها على باقي القوى الأوربية، التي تسيطر على العالم.
في هذا المنظور، تستضيف فرنسا بتكرار المعرض الدولي، مثل عام 1855، عام 1856 وعام 1878. قرر جول فيري، رئيس المجلس من 1883 حتى 1885، لإحياء فكرة عقد معرض جديد في فرنسا. في 8 نوفمبر 1884، وقع مرسوماً رسمياً إقامة معرض دولي في فرنسا، من 5 ماي إلى 31 أكتوبر 1889. اختيار هذا العام لم يكن اعتباطياً، لأنه يرمز إلى الذكرى المئوية للثورة الفرنسية. باريس مرة أخرى في «مركز» العالم. بالرغم من أنه من وجهة العالم الجديد فإن الأشياء تتطور بسرعة وهذا في الجانب الآخر للأطلسي، في أوساط القوى الاقتصادية الجديدة للولايات المتحدة الأمريكية، أين ولدت حقيقة فكرة البرج ذو ارتفاع 300 متر. في الواقع، عند المعرض الدولي لفيلاديلفلا Philadelphie سنة 1876، ابتكر العالمان الأمريكيان كلارك وريف ارس Clark et Reeves مشروع برج أسطواني قطره 9 أمتار مدعمة بكابلات معدنية، مثبتة على قاعدة دائرية قطرها 45 متر، وارتفاع إجمالي يقدر ب 1000 قدم (حوالي 300 متر). بسبب القروض، لم بكتب للمشروع أن يرى النور، لكن الفكرة بلغت فرنسا في المجلة الطبيعية.
في نفس السياق، اقتبس المهندس الفرنسي سيبيلوت Sébillot، في الولايات المتحدة الأمريكية، فكرة «برج الشمس» الحديدي الذي يضيء باريس. لتطبيق ذلك، اشترك مع المهندس المعماري جول بورديه، الذي كان أصله من قصر تروكاديرو من أجل المعرض الدولي في 1878.
معاً، تصورا مشروع «البرج المنير» من الجرانيت. بارتفاع 300 متر والذي طرأ عليه عدة تغييرات، وسوف يتنافس مع برج إيفل غوستاف، والذي في الأخير لم يتم إنشاؤه بتاتاً.

### الصيانة
من أجل الحفاظ على البرج من الصدأ، يحتاج إلى عملية صيانة وإعادة طلاء منتظمة. تتم هذه العملية بصورة دورية كل 7 سنوات، حيث يتم استهلاك 50 طنا من الطلاء، وتستغرق مدة 15 شهرا حتى تكتمل تماماً. تنفذ هذه العملية يدوياً من خلال 25 عامل مدرب باستخدام 1,500 فرشة طلاء.
ومنذ إنشائه في 1889 وحتى 2003، مر البرج بإجمالي 18 عملية طلاء، كان آخرها تلك التي تمت في الفترة الممتدة بين ديسمبر 2001 ويوليو 2003، بعدها تقرر أن تكون العملية التاسعة عشرة وما يليها على النحو التالي:
- كل 5 سنوات: طلاء البرج من الدور الأول إلى القمة.
- كل 10 سنوات: طلاء البرج بأكمله.

### الإعداد للمشروع

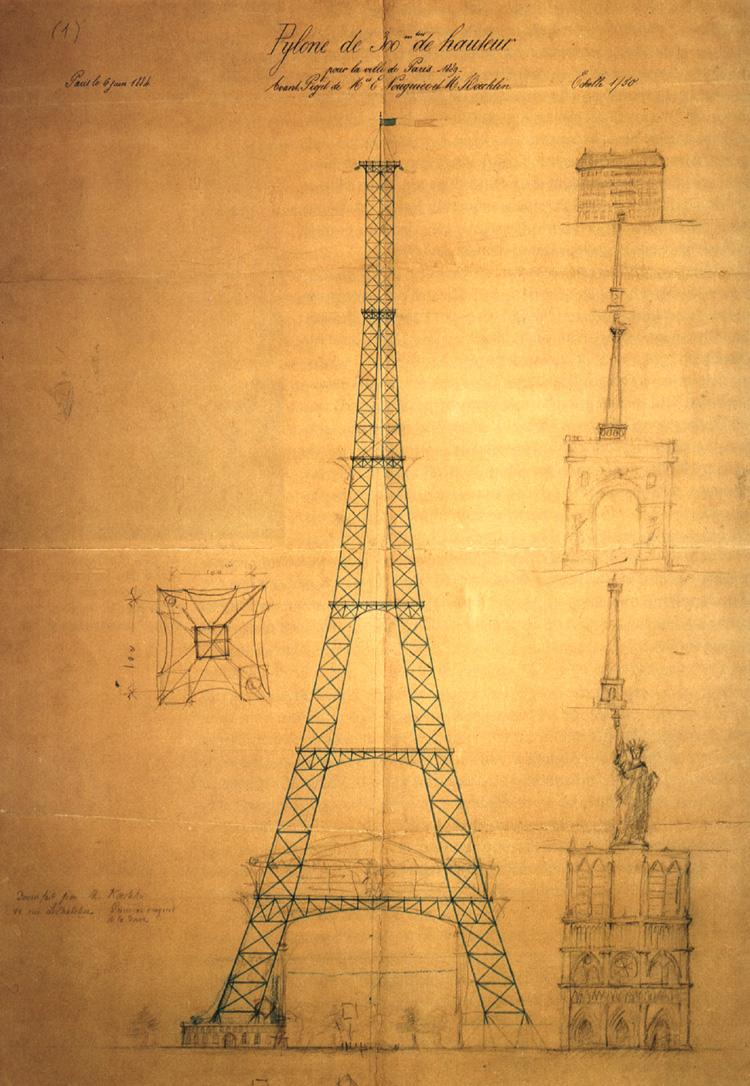
أنشأ هذا المخطط، من طرف موريس كوشلين، هوأول مخطط لـ معبد من 300 متر، الذي أصبح فيما بعد برج ايفل.

في 6 جوان تحديداً، عكف مهندسان في شركة إيفل، موريس كوشلين Kœchlin وإميل نوغويي Nouguier، رئيس مكتب الدراسات ومدير مكتب الطرائق على التوالي، عكفا بدورهما على مشروع برج معدني من 300 طابق، آملين أن يكون ملفتاً للانتباه في معرض 1889.
في 6 جوان تحديداً، رسم موريس كوشلين المخطط الإعدادي للصرح. يوضح المخطط عمود مربع بطول 300 متر، حيث تجتمع الركائز الملوية الأربعة في القمة، وترتبط فيما بينها بمنصات كل 50 متر. لم يلق المشروع اهتماماً من غوستاف إيفل، لكنه أذن للمصممين بمواصلة الدراسة.
أعاد ستيفن سوفسثر Stephen Sauvestre، كبير المهندسين المعماريين لشركات إيفل، تصميم المشروع بالكامل ليعطيه بعداً آخر: حيث أضاف الأثقال إلى أسفل البناء وعزز البرج إلى الطابق الأول بواسطة الأقواس، وتقلص عدد المنصات من خمسة إلى اثنين، يشرف البرج على كاب coiffe مما يجعلها تبدو كأنها منارة... الخ. هذا التعديل الجديد للمشروع، المرصع باللوحات الفنية الموصوفة أعلاه، هو المخطط الجديد الذي أعطي غوستاف إيفل الذي، في هذه المرة، بدا متحمساً. في النقطة التي تم فيها رفع، في 18 سبتمبر 1884، باسمه وأسماء كوشلين Kœchlin ونوغين Nouguier، براءة اختراع «لتركيب جديد يسمح ببناء الركائز والأعمدة الحديدية بارتفاع يمكن أن يصل إلى 300 متر». وبسرعة، اشترى الحقوق من كوشلين ونوغين، حتى تتم له الحقوق حصرياً على البرج المستقبلي، ونتيجة لذلك، أخذ اسمه. عبقرية غوستاف إيفل لا تكمن في تصميم المبنى، ولكن الطاقة التي بذلها للترويج للمشروع بين قادتها وواضعي السياسات والجمهور العام من أجل بناء البرج، ما إن فعل ذلك، من أجل الاستثمار في ذلك، في أعين الكل، أكثر من مجرد تحد معماري وتقني أو ببساطة شيء جمالي بحت (أو غير جذاب وفقاً للبعض). كذلك دعم بأمواله الخاصة بعض التجارب العلمية التي أجريت على أو مباشرة من برج إيفل والتي ستساعده في البقاء.

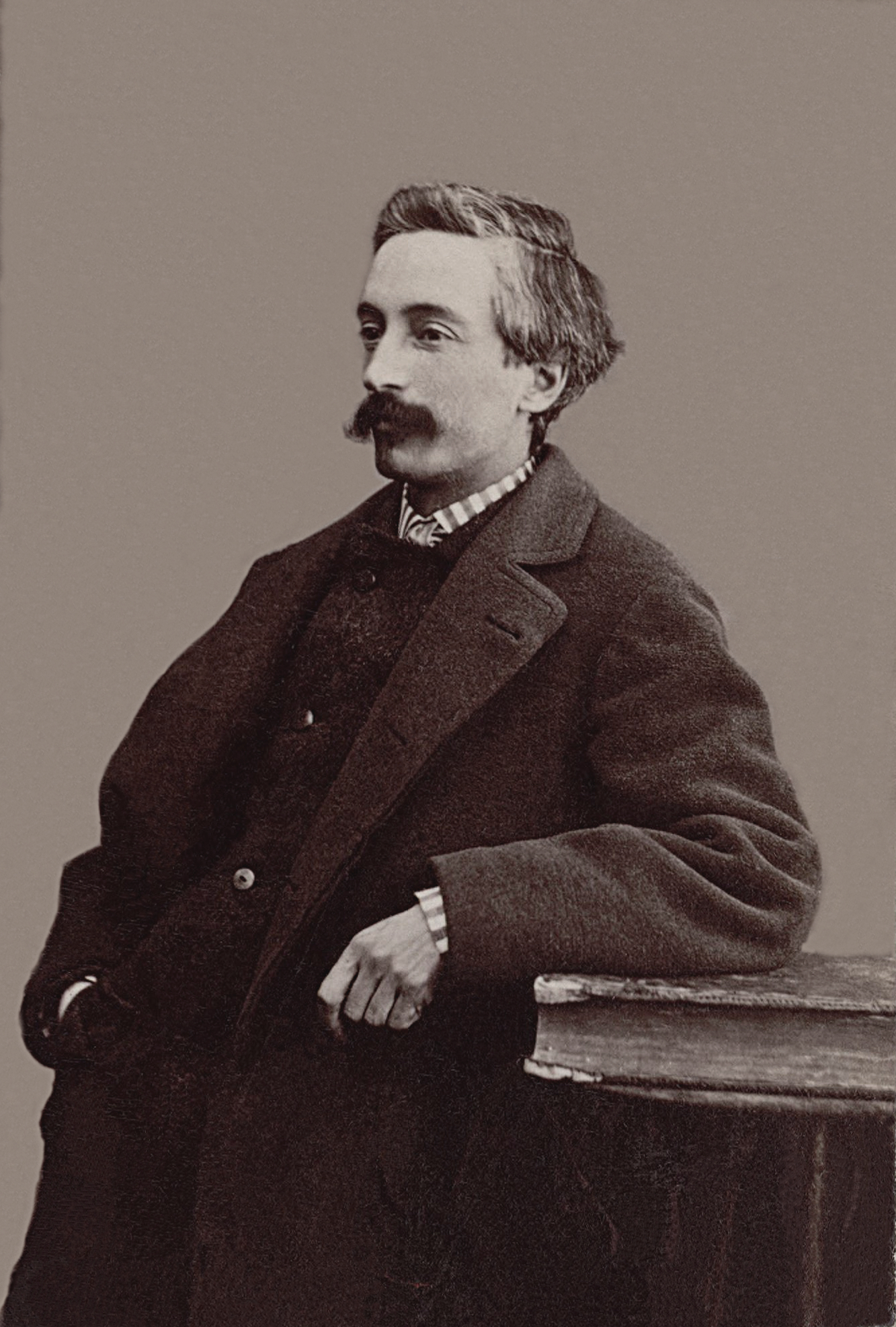
ادوارد لوكراي، وزير التجارة بين 1886-1887 والمفوض العام للمشروع العالمي لسنة 1889, دافع بحمية على مشروع برج غوستاف ايفل وأجرى مناقصة للمهندسين لبناء البرج.

وحتى يبدأ، كثف الجهود المبذولة لإقناع إدوارد Lockroy، وزير الصناعة والتجارة في ذلك الوقت، لإجراء منافسة يهدف من خلالها إلى «بحث إمكانية رفع برج حديدي في ساحة مارس بقاعدة مربعة طول ضلعها 125 مترا و 300 قدم ارتفاع». شروط هذه المسابقة، التي جرت مايو 1886، وهو شبيه بذلك المشروع الذي دافع عنها غوستاف إيفل ونحن نعتقد أنها كانت مكتوبة بخط يده. بطبيعة الحال، فإنه ليس كذلك، ولكن من الواضح أن من المرجح أن يتم اختيار مشروعه ليظهر في المعرض الذي سيقام بعد ثلاث سنوات أيضاً، يجب أن تكون على اقتناع بأن الهدف هو ليس مجرد بناء للمتعة ويمكن أن يؤدي وظائف أخرى. لكن نسلط الضوء ومن البداية، على الفائدة العلمية التي يمكن جلبها من البرج، وضع المهندس إيفل علامات لا يمكن إنكارها.
نتائج المسابقة ليست بعد نتيجة حتمية لإيفل. المنافسة شرسة. تم تسجيل 107 مشروعا. وغوستاف إيفل من فاز في الأخير بهذه المسابقة، ما سمح له ببناء البرج ليفتتح في المعرض عام 1889، قبيل جول بورديه، الذي كان في غضون ذلك، يبادل الجرانيت للحديد. نشأ مشكلتان: نظام المصاعد الذي لم يقنع لجنة التحكيم في المسابقة، مما اضطر ايفل إلى تبديل المورد، وتبديل موقع النصب. في البداية، خطط لإنشائه بالمحاذاة مع نهر السين أو إلصاقه في القصر القديم Trocadéro الذي أصبح الآن في قصر شايو، قبل أن يقرر أخيرا وضعه مباشرة على ساحة مارس، في مكان المعرض، ووضع نوع من بوابة دخول ضخمة.

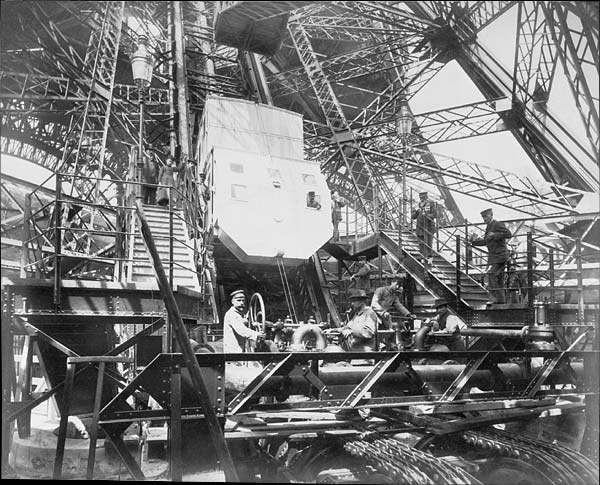
واحد من بين المصاعد الكهربائية.

التموضع وأيضا كيفية البناء والتشغيل كانت موضوع لاتفاق تم توقيعه 8 يناير 1887 بين Lockroy إدوارد، وزير التجارة، نيابة عن الدولة الفرنسية ويوجين Poubelle، محافظ نهر السين، وهو يتصرف هنا بالنيابة عن مدينة باريس، وغوستاف إيفل، يتصرف بالأصالة عن نفسه وليس لشركته. هذه الوثيقة الرسمية تحدد التكلفة التقديرية للبناء، ما يقدر بـ 6500000 فرنك في ذلك الوقت، دفعت 1.5 مليون فرنك من المنح (المادة 7) والباقي من قبل شركة هدفها تشغيل برج إيفل، الذي أنشأه غوستاف إيفل، وبتمويل من المهندس وثلاثة بنوك. القرار يوضح أيضا سعر المدخلات التي ينبغي ممارستها خلال المعرض العالمي (المادة 7)، حيث توفر 300 مكان شهريا (الحد الأقصى) مجاناً، وفي كل طابق، سيتم حجز غرفة خاصة لإجراء تجارب علمية و/ أو عسكرية لا تزال متاحة للأشخاص الذين يعينهم المفوض العام (المادة 8)... إلخ. أخيرا، فإن المادة 11 تنص على ما يلي: «بعد هذا المعرض وفور عرضه في ساحة مارس، فإن المدينة تصبح مميزة بالبرج، مع كل المزايا والكميات، ولكن السيد إيفل، كعنصر مكمل لسعر العمل، احتفظ بحيازته حتى انقضاء عشرين عاما من إنشائه حيث انطلق العد من 1 يناير 1890، وبعد ذلك الوقت وهذا التمتع العودة إلى مدينة باريس. وستتاح تسليم البرج بعد هذه السنوات العشرين، في حالة جيدة للاستخدام والصيانة، ودون أن تكون لدى السيد إيفل طلب أخذه اسمه الخاص.»

### بناء البرج
- 18 جويلية 1887: بداية التركيب المعدني للقواعد n°4
- 7 ديسمبر 1887: بناء الجزء السفلي للبرج في شكل هيكلي
- 20: تركيب الأعمدة الأفقية على المنصة الوسطى
- 15: بناء الأسس فوق الطابق الأول
- 21: تشييد منصة الطابق الثاني
- 26: بناء الجزء العلوي
- 15: بناء برج إيفل
- نهاية مارس 1889: نظرة عامة للأعمال التامة

جويلية 1887-مارس 1889: لمحة عن مختلف مراحل بناء البرج:- 18 جويلية 1887: بداية التركيب المعدني للقواعد n°4
- : بناء الجزء السفلي للبرج في شكل هيكلي
- : تركيب الأعمدة الأفقية على المنصة الوسطى
- : بناء الأسس فوق الطابق الأول
- : تشييد منصة الطابق الثاني
- : بناء الجزء العلوي
- : بناء برج إيفل
- نهاية مارس 1889: نظرة عامة للأعمال التامة

في البداية، استمر غوستاف إيفل (مهندس ويتقن فن العمارة الحديدية) اثني عشر شهرا في العمل، في واقع الأمر، فإنه بقي ضعف هذه المدة. مرحلة البناء التي ستبدأ 28 يناير 1887، أنجزت أخيرا مارس 1889، قبل الافتتاح الرسمي للمعرض بقليل.
في الموقع، فإن عدد العمال لم يتجاوز 250. لأنه في الواقع الكثير من العمل تم في مصانع شركات إيفل في ليفالوا بيريه Levallois-Perret. وكذلك، من مجموع 2500000 مسمارا لتي يحويها البرج، 1050846 فقط منها ركبت في الموقع، ما يناهز 42 ٪ من المجموع. وتم تجميع معظم العناصر في ورشات عمل ليفالوا بيريه، على الأرض، بواسطة قطع من خمسة أمتار، مع براغي مؤقتة، بعد ذلك، تم استبدالها بشكل دائم من بمسامير موضوعة في درجة حرارة مرتفعة.
بناء الأجزاء وتجميعهم لم يأت من قبيل الصدفة. فلقد عمل 50 مهندسا لمدة سنتين 5300 رسماً مجملا أو مفصلا، ولكل قطعة من 18038 قطعة من الحديد قد رسم له مخطط وصفي.
في موقع العمل، وفي بادئ الأمر، ركز عمال على تشييد القواعد الخرسانية الضخمة التي تدعم الركائز الأربع لهذا الصرح. هذا ما يقلل من ضغط كل المكونات على الأرض والتي يقدر ضغطها حوالي 4,5 kg/cm2 على أساساته.
تركيب الأجزاء المعدنية بدأت تحديداً في 1 يوليو 1887. ويطلق على الرجال المسؤولين عن تجميع هذه القطع العملاقة بالطيارين، وهم بقيادة رفيق جان. إلى غاية بلوغ ارتفاع 30 مترا، تم رفع الأجزاء باستخدام رافعات في طريق المصاعد. بين 30 و 45 مترا ارتفاع، شيدت 12 منصة خشبية. بعد اجتياز ارتفاع 45 مترا، توجب تثبيت منصات أخرى، مناسبة مع 70 طن للحزمة التي تم استخدامها في الطابق الأول. ثم جاء وقت تقاطع هذه الحزم الضخمة مع الأطراف الأربعة، في الطابق الأول. تم تنفيذ هذه الوصلة دون وقوع حوادث في 7 ديسمبر 1887 وبعدها أصبح استعمال المنصات المؤقتة غير مفيد، استبدلت في البداية بالطابق الأول (57 متر)، ثم، انطلاقا من أغسطس 1888 استبدلت بالمنصة الثانية (115 متر).

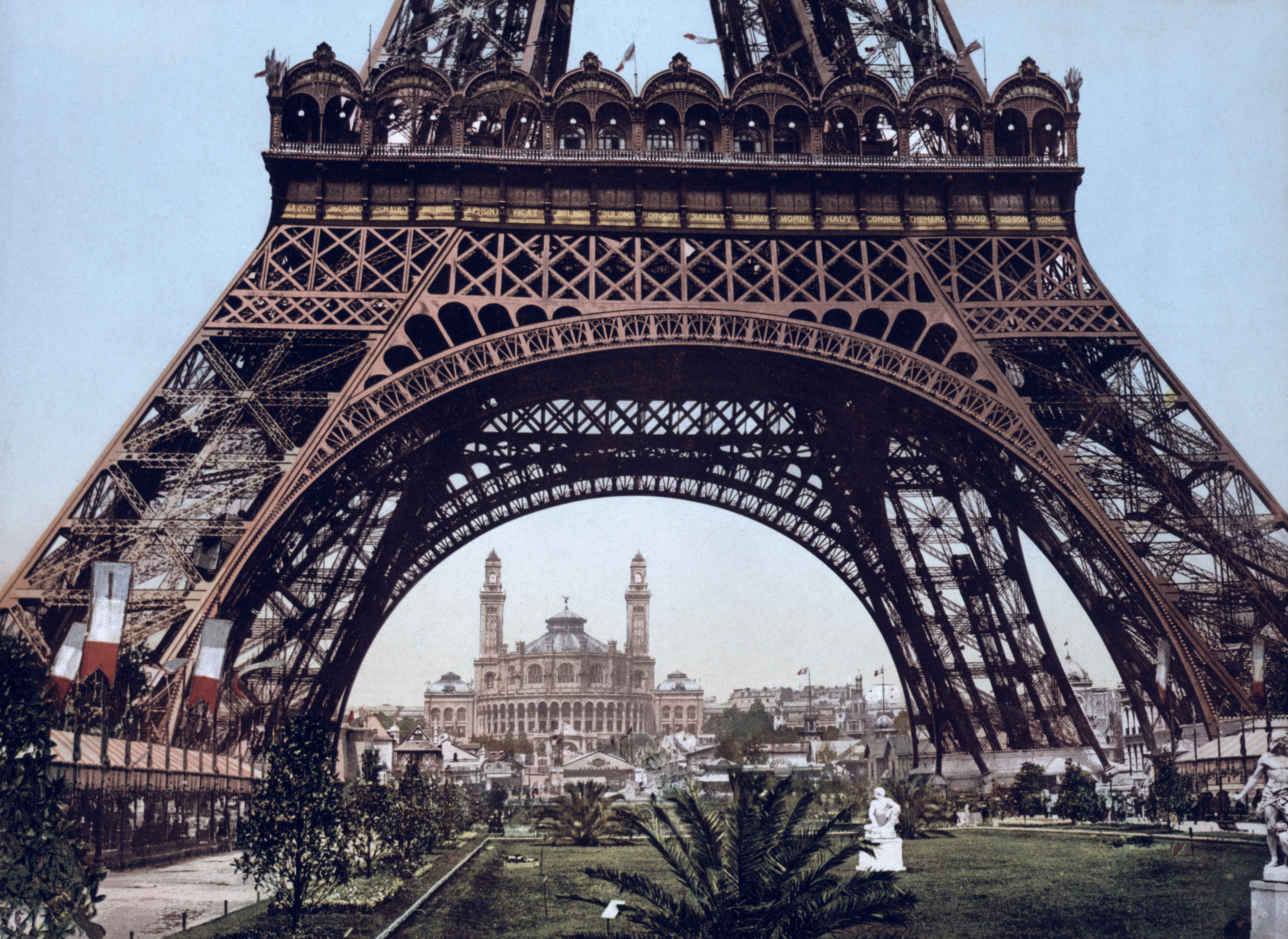
النظرة المستقبلية لبرج إيفل في مدة المعرض الدولي سنة 1900

في سبتمبر 1888، في حين أن البناء على قدم وساق، والطابق الثاني يشيد، دخل العمال في إضراب حول ساعات العمل (9 ساعات في فصل الشتاء و 12 ساعة في الصيف)، وأجورهم الهزيلة نظرا للمخاطر التي يتعرضون لها. رد عليهم غوستاف إيفل بقوله إن المخاطر لا تختلف عن العمل في ارتفاع 200 متر أو 50، وعلى الرغم من أن العمال كانوا بالفعل مجهزين أفضل من المتوسط في هذا القطاع في ذلك الوقت، ألا أنه رفع لهم الأجور، لكنه رفض رفع الأجور حسب على ارتفاع منطقة العمل (وكان هذا طلب العمال. بعد ثلاثة أشهر، حدث إضراب جديد، ولكن هذه المرة رفض أي تفاوض مع المضربين.
في مارس 1889، تم الانتهاء من النصب في الوقت المحدد وبدون تسجيل أية حالة وفاة بين العمال (مع ذلك فقد وجد رجل الموت، ولكنه كان يوم الأحد، ولم يكن يعمل وقد فقد توازنه خلال مظاهرته لخطيبته). وقد بلغت التكلفة 1.5 مليون فرنك أكثر مما كان متوقعا، وتضاعفت مرتين عما تم توقعه أصلا في اتفاق يناير 1887.
اكتمال المبنى تقريبا، وبقي توفير وسيلة للجمهور لبلوغ المنصة الثالثة. طلب غوستاف إيفل من ثلاث ممولين جدد: غوكس كومبلوزيي وولباب (الذي أصبح شندلر، الشركة الأمريكية أوتيز وأخيرا ليون أدوكس ()، بعد أن تم رفض مصاعد بالكمان، التي كانت مقررة أصلا في المشروع المقدم للمسابقة في مايو 1886، من قبل هيئة محلفين، ثلاثة بائعين جدد: رو، وCombaluzier Le pape (الآن شندلر)، المجتمع الأميركي وأخيرا أوتيس Edoux ليون (الذي تلقى تعليمه في نفس الفئة مع غوستاف إيفل.

## برج إيفل من 1889 إلى الحرب العالمية الأولى
في 6 مايو 1889، فتح المعرض الدولي أبوابه للجمهور، الذي أمكنه أن صعود برج إيفل انطلاقاً من 15 مايو. بينما انتقد البرج في مرحلة بنائه، ولا سيما في فبراير 1887، من قبل بعض الفنانين الأكثر شهرة في ذلك الوقت، وعرف خلال المعرض، فوريا، نجاحا شعبياً بكسب تأييد من الزوار. اعتبارا من الأسبوع الأول، رغم أن المصاعد لم تكن في الخدمة، فإن 28 922 شخص تسلقوا قمة المبنى. مشياً على الأقدام. في النهاية، من بين 32000000 شخص سجلوا حضور المعرض، حوالي مليونين منهم متفرجون فضوليين. النصب، التي كانت آنذاك الأطول في العالم (حتى 1930 وتشييد مبنى كرايسلر في نيويورك)، جذبت أيضا بعض الشخصيات، من بين أكثرها شهرة في كل الأحوال ذلك الذي جذب غوستاف إيفل، وزميله الأمريكي توماس أديسون.
لم يكن برج إيفل البرج الوحيد الذي جذب الولوعين إليه، يوجد القاعة الواسعة للآلات (440 متر طول و 110 متر عرض) لفرديناند دوترت وفيكتور كونتم ين أو أيضاً القبة المركزية لجوزاف بوفار كانتا من بين المعالم التي جذبت إليها الزوار. لكن الإبداع الحقيقي يكمن في انتشار الكهرباء، الذي سمح باستخدامها في التلاعب بالضوء.

إحصائيات عدد الزيارات منذ 1889.

لكن، ما إن انتهى المعرض، حتى انخفض الفضول وعدد الزوار معه. في عام 1899، فقط 149580 دخولاً تم تسجيله. لإحياء الاستغلال التجاري للبرج، خفض غوستاف إيفل سعر التذاكر، بدون أن يكون تأثيرها كبيراً. كان عليه الانتظار حتى المعرض العالمي لعام 1900. في هذه المناسبة، تم بيع أكثر من مليون تذكرة، وهو أعلى بكثير من السنوات العشر الماضية، لكن في الواقع وبنظرة مطلقة، كان الانخفاض أكبر، ذلك أن عدد الزوار في معرض 1900 أكبر عددا مما كانت عليه في 1889. انخفض عدد الداخلين مرة أخرى انطلاقاً من عام 1901، وذلك أنه لم يكن مضموناً لمستقبل البرج أن يتجاوز 31 ديسمبر 1909، وهو تاريخ نهاية مدة الامتياز الأصلي. حيث وصل البعض إمكانية تدمير البرج.

## حق الملكية
يعود حق ملكية البرج إلى بلدية باريس؛ حيث تقوم شركة متخصصة بإدارة البرج لصالحها، ويدر هذا على مدينة باريس مبالغ طائلة سنويا حيث يدفع الزائرون لبرج إيفل من الكبار 10.70 يورو- في 2005- مقابل تذكرة تقودهم لقمة البرج، ويعتبر ذلك من أعلى العوائد في العالم.

## الزوار
لقد توقع غوستاف إيفل أن يزور البرج سنوياً 500 ألف زائر لكن الواقع فاق توقعه؛ فإن زوار البرج في السنة الأولى لافتتاحه في 1889 اقترب من مليونين زائر، بينما قفز هذا الرقم في 2005 إلى 6 مليون، وفي عام 2002 استقبل البرج الزائر رقم 200 مليون له منذ إنشاؤه.
وهكذا فمن أعلى البرج يمكن مشاهدة عموم باريس في صورة بانورامية رائعة، أما من خلال مطعميه فيمكن تناول وجبة طعام شهية، وليلاً مشاهدة أضواء ومعالم مدينة باريس الخلابة. كل هذا أدى ليكون برج إيفل في مقدمة المعالم السياحية الأوروبية طوال هذه العقود.

## ملخص الأرقام
- العمر: 136 عاما (في 2025)
- تاريخ بدء الأعمال الإنشائية: 26 يناير 1887
- تاريخ نهاية الأعمال الإنشائية: 31 مارس 1889
- مدة الإنشاء: 1887-1889 (عامين وشهرين وثلاثة أيام)
- تاريخ الافتتاح: 6 مايو 1889
- الوزن الكلي: 10,100 طن
- عدد الدرجات: 1,665
- الارتفاع: 324 متر (1063 قدم)
- عدد الزوار في أول عام (1889): ما يقارب 2 مليون
- عدد الزوار السنوي في عام (2005): 6 مليون
- عدد الزوار طوال 116 عاماً (1889-2005): ما يتعدى 215 مليون